# Filialkirche Willersdorf

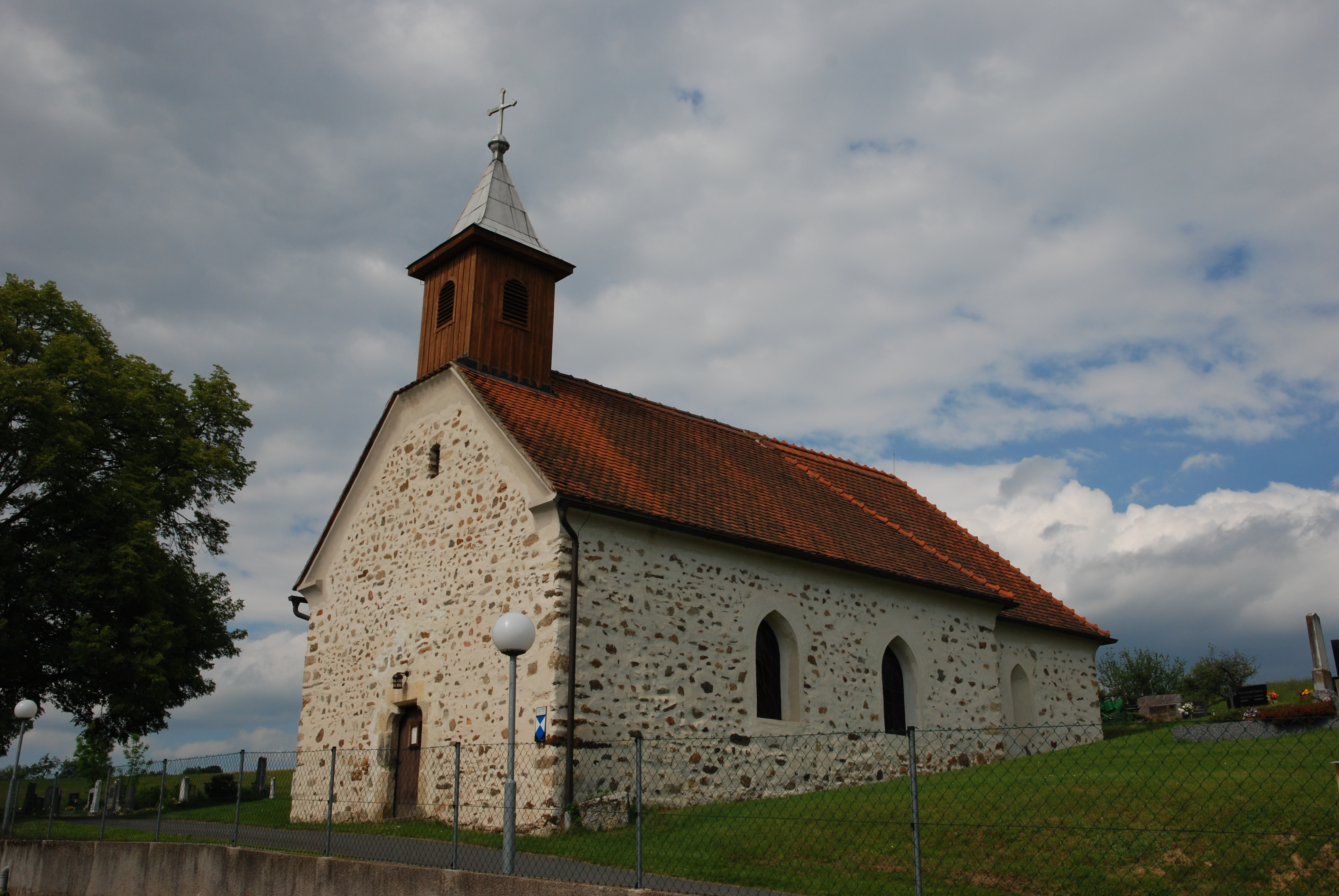
Katholische Filialkirche hl. Katharina in Willersdorf

Die Filialkirche Willersdorf steht oberhalb der Ortschaft Willersdorf in der Gemeinde Oberschützen im Bezirk Oberwart im Burgenland. Die dem Patrozinium hl. Katharina unterstellte römisch-katholische Filialkirche gehört zum Dekanat Pinkafeld in der Diözese Eisenstadt. Die Kirche steht unter Denkmalschutz (Listeneintrag).

## Architektur
Die mittelalterliche Kirche steht im ehemaligen Friedhof.
Das Kirchenäußere zeigt ein rechteckiges Langhaus mit einem Krüppelwalmdach mit einem Dachreiter und einen eingezogenen quadratischen Chor mit romanischen Schlitzfenstern aus dem 13. Jahrhundert. Das Westportal hat einen Kragbogensturz aus dem 15. Jahrhundert.
Das Kircheninnere zeigt ein Langhaus ohne Jocheinteilung unter einer Flachdecke, die Spitzbogenfenster erhielten eine farbige Glasmalerei von Josef Mikl 1964. Der rundbogige romanische Triumphbogen hat eine Nische in der Leibung. Der Chor hat ein Kreuzgratgewölbe. Die Kanzel ist gemauert.

## Ausstattung
Die barocke Holzfigur hl. Katharina aus der ersten Hälfte des 18. Jahrhunderts wurde 1965 restauriert.